# April Fool (film 1924)
April fool è un cortometraggio muto del 1924, diretto da Ralph Ceder con Charley Chase.
Il film fu distribuito il 18 maggio 1924

## Trama
Jimmy Jump è uno spaccato cronista ad un giornale non al passo coi tempi. Si innamora anche della figlia del caporedattore. È lunedì, 1º aprile e la redazione ha una grande quantità di guai nel dire la differenza tra gli scherzi del pesce d'aprile e i veri eventi.